# 查·阿當斯
查·扎克·埃弗顿·弗雷德·阿當斯（英語：Che Zach Everton Fred Adams；1996年7月13日—）是一位蘇格蘭足球運動員，場上司职中場和前鋒，現在效力於意甲球隊拖連奴，也代表苏格兰国家队參加国际比賽。

## 球會生涯
查·阿當斯在考文垂青年隊接受足球訓練，之後轉到伊爾基斯頓繼續足球訓練。2014年11月14日，英甲球會谢菲尔德联擊敗了其它高聯賽組別球會，簽下阿當斯，合約期兩年。同年12月16日是他首場職業比賽的日子，對南安普顿一戰中在半場換入亚马尔·坎贝尔-莱斯，最終谢菲尔德联獲勝並打進足球聯賽盃半決賽。4天後他首次在英甲上場，在布拉莫巷体育场對沃尔索尔一戰中先發出場。
2015年1月聯賽盃半決賽對主場热刺一役，他在74分鐘替補上場，5分鐘後打進首顆職業入球，3分鐘後再打進第二球。最終埃里克森在88分為熱刺打進一球，使熱刺總比數以3-2勝出。
阿當斯該季共替球隊在聯賽上場10次，球隊在晉級附加賽區完成聯賽。晉級附加賽半決場第二輪對斯温登，他在完場前5分鐘入替瑞安·弗林並打進一球追成5-5平手，但總比數以7-6落敗。
2015年8月15日，阿當斯打進首顆及第二顆聯賽進球，以2-0擊敗切斯特菲尔德取得賽季首勝。10天後，他簽下為期三年的新合約，外加一年球會延長權。12月5日足總盃對奥尔德姆的賽事，他因為一次侵犯而取得直接紅牌離場。2015/16球季，他共在聯賽上場36次並打進11球。

### 伯明翰城
2016年8月8日，替谢菲尔德联上場1次後，他與英冠球會伯明翰簽約加盟，為期三年。阿當斯在8月16日作客對威根賽事場首次代表伯明翰上場，在下半場入替並以1-1完場。下輪對狼隊的德比戰，他以先發身份上場並先開紀錄，可惜最終以3-1戰敗。

## 國家隊生涯
阿當斯父親是安地卡島人，他曾獲邀代表安提瓜和巴布達出戰2014年加勒比海盃，但拒絕了安提瓜和巴布達的邀請。他亦獲由曾職業球員組成的英格蘭C隊邀請出戰，但因為他與職業球會谢菲尔德联簽約加盟，使他不能出賽。2015年9月，阿當斯被英格蘭U20徵召參加對被捷克U20。首次上場是主戰5-0大勝一役，在未段17分後入替泰勒·沃克，作客一戰則是先發成員出戰，1-0敗北而回。
2021年3月25日，在蘇格蘭對陣奧地利的2022年世界盃外圍賽中，亞當斯於第66分鐘替換斯圖爾特·阿姆斯特朗出場，完成國家隊首秀。並在六天后以4-0戰勝法羅群島的比賽中踢入了在蘇格蘭的第一個國際進球。
亚当斯入选了2020年欧洲杯的26人名单。他参加了苏格兰的全部三场小组赛，其中两次首发，并成为首位代表苏格兰男子成年队参加重大赛事决赛周的非白人球员。

## 生涯數據

### 國家隊進球
最後更新：2021年6月6日
| #  | 日期       | 比賽場地                            | 對手     | 比分 | 賽果 | 賽事               |
| -- | ---------- | ----------------------------------- | -------- | ---- | ---- | ------------------ |
| 1. | 2021.03.31 | 蘇格蘭, 格拉斯哥, 漢普頓公園球場    | 法罗群岛 | 3-0  | 4-0  | 2022年世界盃外圍賽 |
| 2. | 2021.06.06 | 盧森堡, 盧森堡城, 若西·巴特尔体育场 | 盧森堡   | 1-0  | 1-0  | 友誼賽             |

## 外部連結
- Soccerway資料庫：查·阿當斯
- 足球数据库：查·阿當斯的球员统计数据